# Heterotanoides muimui
Heterotanoides muimui is een naaldkreeftjessoort uit de familie van de Heterotanoididae. De wetenschappelijke naam van de soort is voor het eerst geldig gepubliceerd in 2012 door Bird.